# Провинција Микава
Микава (јап. 三河国) је једна од 66 историјских провинција Јапана, која је постојала од почетка 8. века до Мејџи реформи у другој половини 19. века. Провинција се налазила на обали Пацифика, у средњем делу острва Хоншу, у области Токаидо. Граничила се са провинцијама Тотоми на истоку, Мино и Шинано на северу и Овари на западу. Царским декретом од 29. августа 1871. све постојеће провинције замењене су префектурама.Територија Микаве одговара источној половини данашње префектуре Аичи.

## Историја
Јапан је законом Таихо из 703. године подељен у 66 провинција, под управом царских гувернера (кокуши). Цивилне гувернере провинција су након слома царске власти и увођења војне диктатуре у облику шогуната у периоду Камакура (1185-1333) заменили војни гувернери (шуго) које је постављао шогун, а не царска влада. Војни гувернери су већином изгубили власт у грађанским ратовима и хаосу периода Сенгоку (1467—1600), када су их заменили локални господари (даимјо), све до поновног уједињења Јапана под Тојотоми Хидејошијем и шогунатом Токугава.